# Quotidiano di Sicilia
Il Quotidiano di Sicilia è un quotidiano italiano edito a Catania.
Pubblicato cinque volte alla settimana da martedì a sabato, è diffuso in edicola e on-line.

## Attività
Il Quotidiano di Sicilia, fondato nel 1979 con il nome di Sicilia Imprenditoriale da Carlo Alberto Tregua, è rimasto fedele al suo progetto originario, ovvero effettuare inchieste giornalistiche in materia di economia, istituzioni, ambiente, no profit e consumo, posizionandosi in un'area dell'informazione non trattata dai quotidiani generalisti.
In trent'anni, il cuore pulsante dell'informazione della testata si è rinnovato ed è cresciuto, pur mantenendo come cavallo di battaglia della propria proposta d'informazione l'inchiesta, da sempre considerata il banco di prova del giornalista, il genere nobile con cui confrontarsi.

## Linea editoriale e dati tecnici
La redazione conta sul lavoro di dieci giornalisti e di oltre cento collaboratori esterni, che fanno inchieste e servizi in tutta la Sicilia.
Ogni giorno sono presenti nove pagine provinciali, cioè quelle di tutti i capoluoghi siciliani.
Uno dei punti di forza del giornale economico è costituito dai Forum ai quali hanno partecipato, nel corso degli anni, ospiti delle quattro sedi di Catania, Palermo, Messina e Caltanissetta, oltre millenovecento rappresentanti di istituzioni nazionali, regionali e locali.

## Archivio Sint
Il Quotidiano di Sicilia ha messo a disposizione del pubblico il proprio archivio dal 1979 sul proprio sito ufficiale.